# Ivanovka (Ivanovkai járás)
Ivanovka (oroszul: Ивановка) falu Oroszország ázsiai részén, az Amuri területen, az Ivanovkai járás székhelye. Népessége: 6617 fő (a 2010. évi népszámláláskor).

## Elhelyezkedése
Blagovescsenszk területi székhelytől 35 km-re keletre helyezkedik el. Az Ivanovka (a Zeja mellékfolyója) jobb partján fekszik,  28 km-re a legközelebbi vasútállomástól (Берёзовский-Восточный). (A folyó eredeti neve Budunda; ezt 1972-ben változtatták Ivanovkára).
A falut az európai országrész kormányzóságaiból áttelepültek alapították 1864-ben.
A járásban viszonylag kevés az erdő, a földek jelentős része szántóterület. A gazdaságra a növénytermesztés és az ahhoz kapcsolódó néhány szolgáltatás a jellemző.